# Milano-Modena 1925
La Milano-Modena 1925, sedicesima edizione della corsa, si svolse l'11 ottobre 1925 su un percorso di 298 km. La vittoria fu appannaggio dell'italiano Gaetano Belloni, che completò il percorso in 10h42'00", alla media di 27,846 km/h, precedendo i connazionali Alfredo Binda e Giovanni Brunero.
Sul traguardo di Modena 27 ciclisti, su 34 partiti da Rogoredo/Milano, portarono a termine la competizione

## Ordine d'arrivo (Top 10)
| Pos. | Corridore           | Squadra           | Tempo     |
| ---- | ------------------- | ----------------- | --------- |
| 1    | Gaetano Belloni     | Wolsit-Pirelli    | 10h42'00" |
| 2    | Alfredo Binda       | Legnano-Pirelli   | s.t.      |
| 3    | Giovanni Brunero    | Legnano-Pirelli   | s.t.      |
| 4    | Marco Giuntelli     | Atala             | s.t.      |
| 5    | Costante Girardengo | Wolsit-Pirelli    | s.t.      |
| 6    | Pietro Linari       | Legnano-Pirelli   | s.t.      |
| 7    | Alfredo Dinale      | Legnano-Pirelli   | s.t.      |
| 8    | Giuseppe Pancera    | Aliprandi-Pirelli | a 17'00"  |
| 9    | Angelo Gremo        | Météore-Wolber    | s.t.      |
| 10   | Leonida Frascarelli | -                 | s.t.      |